# Kaugjärv
Kaugjärv är en sjö i Estland.   Den ligger i landskapet Võrumaa, i den södra delen av landet, 220 km sydost om huvudstaden Tallinn. Kaugjärv ligger 83 meter över havet.  I omgivningarna runt Kaugjärv växer i huvudsak blandskog.